# Actinotia quietior
Actinotia quietior là một loài bướm đêm trong họ Noctuidae.